# Brewing Up with Billy Bragg
Brewing Up with Billy Bragg — второй студийный альбом английского фолк-рок музыканта Билли Брэгга, изданный в ноябре 1984 года на лейблах Go! Discs и Cooking Vinyl.
Если в дебютном альбоме Life’s a Riot с Spy vs Spy (1983) Брэгг исполнял свои песни только под аккомпанемент гитары, то в Brewing Up с Билли Брэггом стали использоваться тонкие наложения, такие как бэк-вокал в «Love Gets Dangerous», труба в «The Saturday Boy» и орган в «A Lover Sings».
Альбом также продолжил наследие Брэгга в области политических песен. Песня «It Says Here» — это язвительная сатирическая атака на британскую бульварную прессу, а «Island of No Return» — лаконичный антивоенный гимн.
Альбом достиг 16-го места в британском хит-параде UK Albums Chart.
Обложка оригинального альбома имеет подзаголовок «A Puckish Satire on Contemporary Mores» («Сатира на современные нравы»), цитата из фильма Вуди Аллена «Любовь и смерть», в котором герой Аллена рецензирует армейскую пьесу, представленную русским солдатам, чтобы предотвратить их заражение венерическими заболеваниями во время войны.

## История
Первоначально альбом был выпущен на виниле в 1984 году с 11 треками. В 1987 году альбом был переиздан вместе с альбомом Life’s a Riot with Spy vs Spy (1983) и EP Between the Wars (1985) и назван Back to Basics. Back to Basics был переиздан в 1990 году. Альбом Brewing Up with Billy Bragg был переиздан самостоятельно в 1997 году.

## Отзывы
| Оценки критиков               | Оценки критиков |
| Источник                      | Оценка          |
| ----------------------------- | --------------- |
| AllMusic                      | [ 4 ]           |
| Blender                       | [ 5 ]           |
| Entertainment Weekly          | A−              |
| Hot Press                     | 11/12           |
| Q                             | [ 8 ]           |
| Record Mirror                 | [ 9 ]           |
| Smash Hits                    | 8/10            |
| Sounds                        | [ 11 ]          |
| Spin Alternative Record Guide | 7/10            |
| The Village Voice             | B−              |

Альбом получил положительные отзывы музыкальной критики и интернет-изданий.
Дэвид Клири из AllMusic отметил, что «Первый полноценный альбом Брэгга — это ещё один кладезь запоминающихся, умных песен. Помимо песен об отношениях, здесь есть и остро критические номера, затрагивающие социальные и политические проблемы; среди примеров — „It Says Here“ (звонкая хрипловатая мелодия, высмеивающая прессу) и „Island of No Return“ (захватывающая и гневная антивоенная песня). Этот превосходный релиз был вытеснен „Back to Basics“, который объединяет этот альбом с „Life’s a Riot“ и „Between the Wars“ в единое целое».
Brewing Up with Billy Bragg занял шестое место в списке «Альбомов года» за 1984 год по версии New Musical Express.
В 2000 году журнал Q поместил Brewing Up with Billy Bragg под номером 87 в список «100 величайших британских альбомов».

## Список композиций
Все треки написаны Билли Брэггом, кроме указанных.

### Disc one
1. «It Says Here» — 4:18
2. «Love Gets Dangerous» — 2:23
3. «The Myth of Trust» — 2:54
4. «From a Vauxhall Velox» — 2:31
5. «The Saturday Boy» — 3:30
6. «Island of No Return» — 3:37
7. «St Swithin’s Day» — 3:54
8. «Like Soldiers Do» — 2:39
9. «This Guitar Says Sorry» — 2:31
10. «Strange Things Happen» — 2:38
11. «A Lover Sings» — 3:54

### Disc two (переиздание 2006 года)
1. «It Must Be a River» — 2:19
2. «I Won’t Talk About It» — 5:06
3. «Talking Wag Club Blues» — 2:59
4. «You Got the Power» (Джеймс Браун, George Terry) — 3:10
5. «The Last Time» (Мик Джеггер, Кит Ричардс) — 2:55
6. «Back to the Old House» (Моррисси, Джонни Марр) — 2:53
7. «A Lover Sings» (альтернативная версия) — 3:58
8. «Which Side Are You On?» (Florence Reece, Брэгг) — 2:34
9. «It Says Here» (альтернативная версия) — 2:36
10. «Between the Wars» — 2:30
11. «The World Turned Upside Down» (Leon Rosselson) — 2:35